# Sclerophrys tihamica
Espèce
Synonymes
- Bufo pentoni tihamicus Balletto & Cherchi, 1973
- Bufo tihamicus Balletto & Cherchi, 1973
- Amietophrynus tihamicus (Balletto & Cherchi, 1973)

Statut de conservation UICN

 LC  : Préoccupation mineure
Sclerophrys tihamica est une espèce d'amphibiens de la famille des Bufonidae.

## Répartition
Cette espèce se rencontre dans l'Ouest du Yémen et dans le sud-ouest de l'Arabie saoudite entre 25 et 400 m d'altitude sur le littoral de la Mer Rouge.

## Publication originale
- Balletto & Cherchi, 1973 : Il Bufo pentoni Anderson, 1893: ridescrizione ed analisi biometrica. Bollettino dei Musei e degli Istituti Biologici dell'Universita di Genova, vol. 41, p. 105-119.